# 涅勒莱萨德尔
涅勒莱萨德尔（法語：Nielles-lès-Ardres，法語發音：[njɛl lɛ.z‿aʁdʁ]，意为“阿德尔附近的涅勒”）是法国北部-加来海峡大区加来海峡省的一个市镇，属于加来区。

## 地理
涅勒莱萨德尔（50°50'31"N, 2°0'58"E）面积4.48 平方千米，位于法国上法蘭西大區加来海峡省，该省份为法国北部沿海省份，西北濒北海，南至索姆省，东临北部省。
与涅勒莱萨德尔接壤的市镇（或旧市镇、城区）包括：诺尔凯尔克、阿德尔、欧坦格、卢什、聚凯尔克。
涅勒莱萨德尔的时区为UTC+01:00、UTC+02:00（夏令时）。

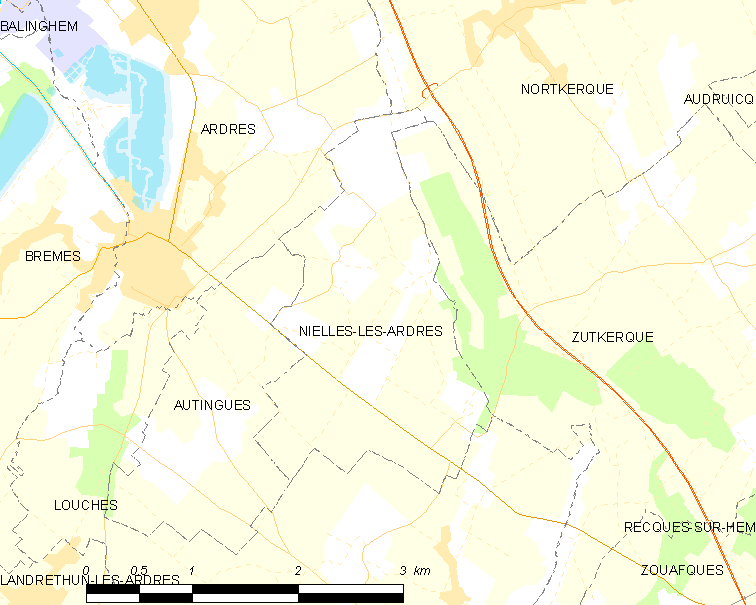
涅勒莱萨德尔的OSM定位图

## 行政
涅勒莱萨德尔的邮政编码为62610，INSEE市镇编码为62614。

## 政治
涅勒莱萨德尔所属的省级选区为加来第二县。

## 人口

1962-2008年间涅勒莱萨德尔人口变化图示

涅勒莱萨德尔于2022年1月1日时的人口数量为586人。